# Koundiri
Koundiri (auch: Kondiri, Koundiro, Koundouri, Koundri) ist ein Dorf in der Landgemeinde Dantchiao in Niger.

## Geographie
Das von einem traditionellen Ortsvorsteher (chef traditionnel) geleitete Dorf liegt rund zehn Kilometer nordöstlich des Hauptorts Dantchiao der gleichnamigen Landgemeinde, die zum Departement Magaria in der Region Zinder gehört. Zu weiteren Siedlungen in der Umgebung von Koundiri zählen Dan Gouchi Peulh im Südosten und Bangaya im Westen.
Es herrscht das Klima der Sahelzone vor, mit einer durchschnittlichen jährlichen Niederschlagsmenge zwischen 300 und 400 mm.

## Bevölkerung
Bei der Volkszählung 2012 hatte Koundiri 463 Einwohner, die in 77 Haushalten lebten. Bei der Volkszählung 2001 betrug die Einwohnerzahl 285 in 48 Haushalten und bei der Volkszählung 1988 belief sich die Einwohnerzahl auf 530 in 99 Haushalten.
Die Bevölkerungsdichte in diesem Gebiet ist mit über 100 Einwohnern je Quadratkilometer hoch.

## Wirtschaft und Infrastruktur
Das Gebiet der Ebenen im Süden der Region Zinder, in dem Koundiri liegt, ist von einer anhaltenden Degradation der ackerbaulichen Flächen gekennzeichnet, die mit der hohen Bevölkerungsdichte in Zusammenhang steht. Im Dorf wird ein Wochenmarkt abgehalten. Der Markttag ist Dienstag. Es gibt eine Schule.